# Santo Eloy

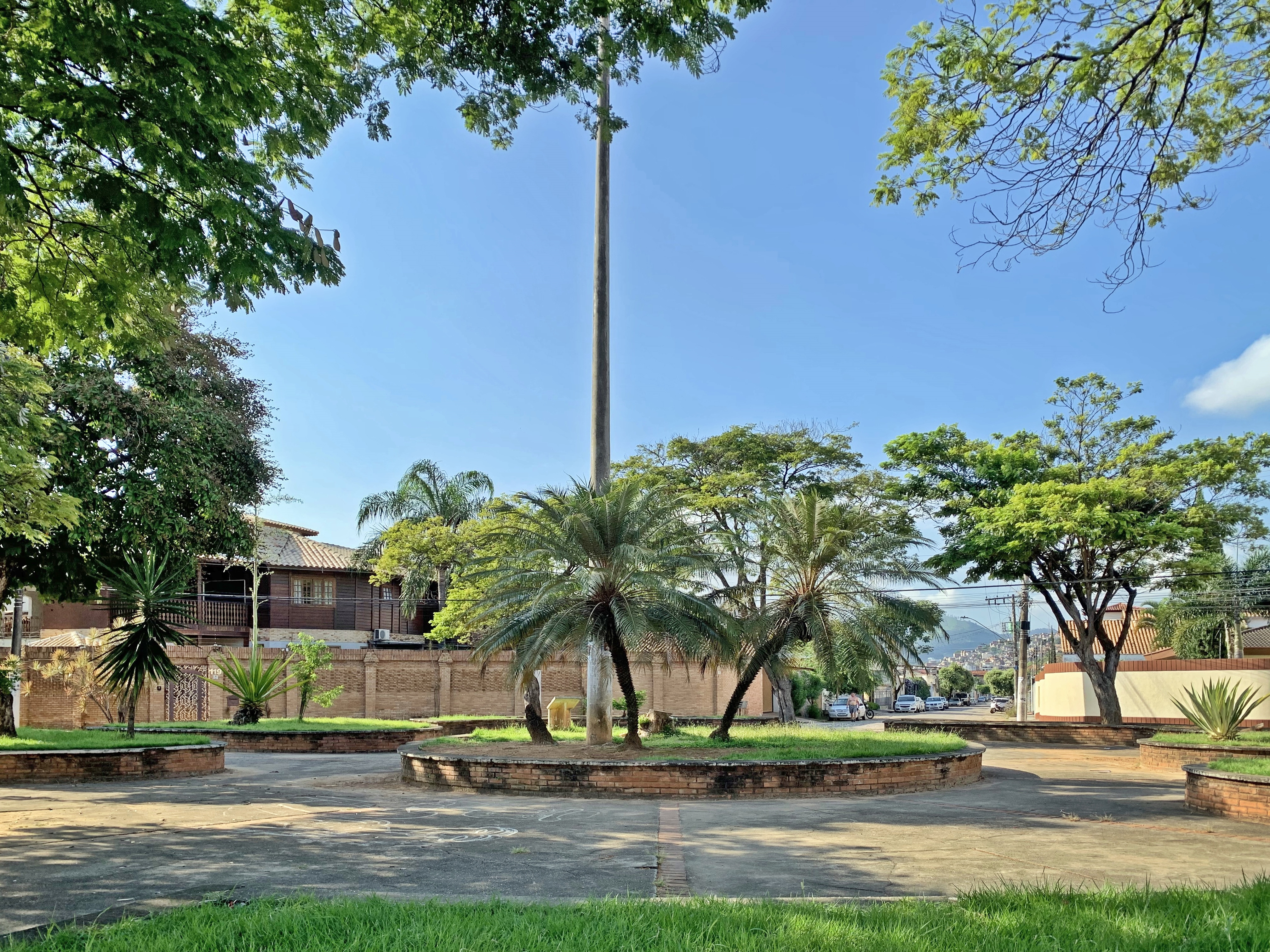
Praça do bairro Santo Eloy

Santo Eloy é um bairro do município brasileiro de Coronel Fabriciano, no interior do estado de Minas Gerais. Localiza-se no distrito Senador Melo Viana, estando situado no Setor 4. Segundo o censo demográfico de 2022, realizado pelo Instituto Brasileiro de Geografia e Estatística (IBGE), sua população era de 325 habitantes e havia 123 domicílios particulares permanentes ocupados.
De acordo com o IBGE, em 2010 a população era de 389 habitantes e havia 123 domicílios particulares.
A área onde o atual bairro está situado pertencia originalmente à Companhia Agrícola Florestal (CAF) Santa Bárbara. Na década de 1960, as terras foram compradas e loteadas pelo padre holandês José Maria de Man, que batizou a localidade em homenagem a Santo Elígio, também conhecido como Santo Elói.